# جنة (رواية)
جنة هي رواية كتبتها الكاتبة توني موريسون في عام 1997، وهي روايتها الأولى بعد فوزها بجائزة نوبل في الأدب في عام 1993. وفقًا للكاتبة، تُعد رواية جنة المكملةَ لـ«ثلاثية روائية» تبدأ برواية محبوبة (1986)، وتتضمن أيضًا رواية جاز (1992).
اختيرت رواية جنة لتكون الرواية المختارة لشهر يناير عام 1998 في نادي أوبرا للقراءة. أرادت موريسون أن تطلق على الرواية اسم حرب ولكن محرر الكتاب تجاهل هذا الاسم.

## الحبكة
تنقسم الرواية إلى تسعة فصول. الفصل الأول اسمه «روبي»، وهو اسم المدينة التي يتمحور حولها الكتاب. أما البقية، فتحمل أسماء نساء تورطن بطرق مختلفة في حياة المدينة والدير. نساء الدير هنّ مافيس، وغريس (الملقبة بـ«جيجي»)، وسينيكا، وديفاين (اسمها الحقيقي هو «بالاس»)، وكونسولاتا (معروفة أيضًا باسم «كوني»). أما نساء روبي -أو الأطفال في سيف ماري-، فهن باتريشيا ولون. رغم أن فصول الرواية مسماة بأسماء شخصيات معينة، عند الحديث عن قصصهن، فقد سردت موريسون بالتوازي مع ذلك التاريخ الخاص بمدينة روبي والدير الواقع على بعد 17 ميل جنوبها، وكيف أصبح رجال المدينة عازمين على إلحاق الأذى بنسوة الدير والقضاء عليهن.

### مدينة روبي
تُفتتح الرواية في عام 1976 بتسعة رجال ذاهبين للقتل، وهم الرجال البارزون في مدينة روبي، المدينة المعزولة الهادئة الغارقة في السوداوية، التي تقع في أوكلاهوما ويبلغ عدد سكانها 360 نسمة. من بين أفراد هذه المجموعة التوءمان ستيوارد وديكون «ديك» مورغان، القائدان الفعليان في المدينة. في أثناء قراءتنا الكتاب، نبدأ بمعرفة الأسباب وراء تأسيس مدينة روبي، وتاريخ مدينة هيفين الفاشلة التي سبقتها، والأسباب وراء التسلسل الهرمي المتزمت في روبي، والاستبعاد الصارم للغرباء إلى الحد الذي يدفع قادة المدينة إلى التفكير بضرورة القضاء على الدير القريب، الذي لم يكن ديرًا في الواقع، بل كان قصرًا للمختلسين في الماضي وتسكنه الآن مجموعة من النساء ذوات الماضي المضطرب.
قبل وجود روبي، كانت هناك هيفين. أُسست هيفين في عام 1890 في أوكلاهوما، على يد مجموعة مكونة من تسع عائلات كاملة (البلاك هورسيز، وبوتشامبس، وكاتوس، واثنتان من عائلة دوبري، وفلييت وود، وفلودز، ومورغان، وبولز) وبعض من أسر أخرى. الآباء المؤسسون، بقيادة زكريا مورغان، مدفوعون برغبتهم في تأسيس مجتمع جديد لهم عوضًا عن النبذ الذي يتعرضون له في حياتهم العامة وفرص العمل أيضًا، سواء كانوا من السود أو من أصحاب البشرة السمراء. عندما يصلون إلى المكان الذي قرروا تأسيس مدينتهم الجديدة فيه، يبنون أولًا فرنًا عملاقًا متينًا من الطوب والحديد، رغم أنهم يعيشون في عربات وملاجئ واهنة. كان الفرن يطعمهم، وفي نفس الوقت كان رمزًا لكل شيء حققوه.
تزدهر هيفين لعدة عقود ولكنها تتداعى في فترة ما بعد الحرب العالمية الثانية. يدرك التوءمان ديكون وستيوارد مورغان بعد عودتهما من الخدمة العسكرية أنه لم يتغير الكثير في العالم الخارجي منذ إنشاء هيفين: ما زال التمييز ضد السود متفشيًا وقائمًا. مع رغبتهما في إعادة إحياء المهمة التي بدأها أجدادهما نحو الاكتفاء الذاتي، يقودان مجموعة من 15 عائلة من خارج هيفين لتأسيس مدينة جديدة مخصصة بالكامل للسود في عام 1949. يأخذ الرجال الفرن معهم عندما يغادرون هيفين على حساب المؤن الأخرى، ويبنونه مرة أخرى بصعوبة بالغة عندما يصلون، مع أن الفرن هنا رمزي أكثر من كونه حاجة عملية. رغم أن المدينة الجديدة سُميت «هيفين الجديدة» خلال المرحلة الانتقالية، فقد تحولت في النهاية إلى «روبي» تيمنًا باسم الأخت الصغرى للتوءمين مورغان التي ماتت بعد أن رُفضت مرارًا وتكرارًا لتلقي العناية الطبية بسبب عرقها. بناء على ذلك، يكّذب اسم المدينة الطريقة التي تأسست بها نتيجة لاستيائهم من الاستبعاد، وعدم قدرة الرجال السود على «حماية» نسائهم السوداوات في العالم الخارجي. يفتخر السكان بحقيقة عدم وجود سجن أو مقبرة في روبي، إذ لم تكن بحاجة إليهما قط؛ باستثناء روبي سميث وداليا بيست، لم يمت أي شخص على أرضها قط.
ستيوارد ودوفي مورغان لم يتمكنا من إنجاب أطفال، فيما قُتل أبناء ديك وسوان في الحرب، مما ترك بلدة روبي دون وريث لعائلة مورغان سوى ك. د. سميث، وهو شاب كثيراً ما يتصرف بوقاحة، ويثير غضب أعمامه بسبب قضائه الوقت في ملاحقة جيجي، إحدى نساء الدير. القس ريتشارد ميسنر، وهو شاب حديث العهد بالبلدة، منخرط بعمق في النضال من أجل الحقوق المدنية، ويقتدي بمارتن لوثر كينغ، ويعتقد أن روبي بحاجة إلى الانفتاح على التغييرات الجارية في العالم الخارجي؛ بينما يرى الجيل الأكبر سناً أنه يغرس في شباب البلدة أفكاراً متطرفة وروحاً تمردية. أصبح الفرن مكان تجمع للشباب المحلي، وفي أحد الأيام رُسمت عليه قبضة "القوة السوداء" مزينة بأظافر مطلية بالأحمر. يرى كبار السن أن الشباب لا يفهمون أو يقدّرون تاريخ روبي، وهو ما يتجلى في رغبتهم في تعديل الشعار المنقوش على الفرن؛ إذ لم يتبقَ منه سوى عبارة "…تجاعيد جبينه"، بينما يؤكد الشيوخ أن العبارة كانت تبدأ بكلمة "احذر"، في حين يرغب الجيل الجديد في جعلها "كن تجاعيد جبينه". وفي النهاية، صُدمت البلدة حين حضرت نساء الدير حفل زفاف ك. د. وآرنيت بطريقة صاخبة، وهو زفاف كان يُراد به التخفيف من حدة التوتر بين عائلتي مورغان وفليتوود، والتستر على حمل آرنيت السابق الذي انتهى بالإجهاض وكان من ك. د.
وفي نهاية المطاف، وبعد سلسلة من "العلامات" التي فُسّرت بانتقائية، واستناداً إلى الاعتقاد بأن الدير يفسد البلدة من خلال ما يُرى أنه انحلال أخلاقي وشعوذة، اجتمع في الفرن كل من الرقيب بيرسون، وويزدم بول، وآرنولد وجيف فليتوود، وهاربر ومينوس جوري، وستيوارد وديكون مورغان، وك. د. سميث، واتخذوا قراراً بتدمير الدير.

### الدير
الدير هو قصر فخم شُيِّد على يد محتال مالي في منطقة نائية من ولاية أوكلاهوما. تعكس هندسته المعمارية كلًّا من نزعة صاحبه إلى المتعة وشعوره العميق بالارتياب؛ إذ شُيِّد على شكل خرطوشة سلاح، وله جانب بلا نوافذ. ويتضح أن ذلك الارتياب كان في محله، إذ لم يمكث المحتال طويلًا في القصر قبل أن يُعتقل على يد رجال قانون قادمين من الشمال. بعدها، انتقل القصر إلى يد راهبات كاثوليكيات، في ظاهرة غريبة ضمن ولاية يغلب عليها الطابع البروتستانتي. وسرعان ما أصبح يُعرف بـ"الدير"، رغم أنه كان في جوهره مدرسة داخلية تُعنى بتعليم الفتيات من السكان الأصليين، وكان الهدف منها محو ثقافتهن الأصلية. كانت الأم الرئيسة ماري ماغنا هي المديرة، وتعاونها بإخلاص كونسولاتا، وهي امرأة اختطفتها ماغنا حين كانت يتيمة معدمة.
خلال هذه المرحلة، كانت عائلات فردوس قد استقرت على بعد 17 ميلًا جنوب الدير. لم يكن هناك تواصل يُذكر بين الدير والبلدة، رغم أن ماري ماغنا كانت سعيدة بوجود صيدلية قريبة. وفي إحدى زيارات كونسولاتا إلى روبي، لمحَت ديكون "ديك" ستيوارد، ودخلت معه في علاقة غرامية استمرت شهرين، انتهت عندما نفر منها بسبب شدة شغفها الجسدي.
تُستدرج بعض النساء إلى البقاء في الدير بشكل دائم. أولهن كانت مافيس، ثم تلتها جيجي وسينيكا وبالاس. لم تكن العلاقات بينهن دائمًا ودية – إذ كثيرًا ما كانت مافيس وجيجي تتصادمان – لكنهن يجدن في الدير ملاذًا من ظروف قاسية (غالبًا ما تكون مرتبطة بالرجال)، حيث يُستمع إليهن وتُقدَّم لهن الرعاية دون إصدار أحكام. ورغم أنهن قد يغادرن من حين لآخر، إلا أنهن دائمًا ما يعدن إليه.
وبالمثل، وخلال هذه المرحلة من تاريخ الدير، كانت نساء من بلدة روبي – بل ورجل واحد هو مينوس – يتوجهن إلى الدير في أوقات الحاجة. المشاكل والدوافع التي يفضل شيوخ البلدة طمسها أو تجاهلها، كانت تجد طريقها في النهاية إلى الدير. جاءت سوان، زوجة ديك، لمواجهة كونسولاتا بشأن علاقتها بزوجها، لكنها انتهت بأن أصبحت صديقتها، ولاحقًا تلقت منها "مقويات" ساعدتها على تهدئة ذهنها بعد مقتل أبنائها في الحرب. آرنيت حملت من ك. د.، وأقامت في الدير إلى أن اقترب موعد ولادتها، لكنها حاولت – ونجحت – في إجهاض الجنين عبر إيذاء نفسها (وقد انتشرت شائعة بين سكان روبي بأن نساء الدير ضربنها وتسببن في فقدانها للجنين، وهي كذبة شجعتها آرنيت نفسها). بيلي دليا أقامت في الدير بعد شجار عنيف مع والدتها، التي كانت، مثل باقي سكان البلدة، ترى فيها فتاة طائشة ومنحلة. أما ك. د.، فقد أقام علاقة دامت عامين مع جيجي، التي تركته في النهاية، مما عمّق كراهيته للدير.
على مدار الرواية، تؤمِّن نساء الدير ملاذًا آمنًا لكل من يلجأ إليهن. ومع ذلك، يُنظر إلى الدير على نطاق واسع في روبي باعتباره مصدرًا للفساد، لا كملجأ للمهمشين، بل كسببٍ للمشكلات التي تعانيها البلدة، بدلًا من الاعتراف بأن هذه المشكلات تنبع من مناخها المتعصب. فبدلًا من مواجهة الجذور الحقيقية للنزاعات في روبي – مثل التحيّز غير المعلن ضد ذوي البشرة الفاتحة، وهو تحيّز نابع من رفض الأسر المؤسسة للبلدة عندما كانت تسعى لتأسيس "هيفن"؛ أو رغبة الشباب في الانخراط في العالم الأوسع والمشاركة في حركة الحقوق المدنية – يقرر قادة المجتمع أن الدير هو الذي يجب أن يُدمّر. في خطاباتهم، يُصوَّر نساء الدير على أنهن مخيفات ومثيرات للاشمئزاز لمجرد أنهن لا يحتجن إلى الرجال – بل ويتعمدن تجنّبهم.
يُحكم الرجال خطتهم ضد النساء في إحدى الليالي بالدير. تتنصّت لون دوبريس على حديثهم، وتسارع للبحث عن من يساعدها في وقفهم، نظرًا لما تكنّه من مودة لنساء الدير. مجموعة من تسعة رجال – وهو عدد يعكس العائلات التسع "النقية عرقيًا" التي أسست روبي – يتسللون إلى الدير تحت جنح الظلام وهم مدججون بالأسلحة، ويطلقون النار على النساء بمجرد رؤيتهن. بعض النساء يواجهنهم، فيصبن آرنولد، وجيف فليتوود، وهاربر جوري، ومينوس، لكن الرجال يطاردون الفارات منهن ويطلقون عليهن النار في الحقل.
وسط هذا الفوضى، تصل لون ومعها بعض سكان البلدة الذين استجابت لهم، إلى الدير. ومع تصاعد اللوم، لا يعترف أي من الرجال بالمسؤولية أو بنيّة القتل؛ إذ يخشون تدخل سلطات القانون البيضاء بعد أن قُتلت امرأة بيضاء. ومع ذلك، يخرج ديك ستيوارد عن صمته ويُقرّ بالذنب، في خطوة تشير إلى انشقاقه عن شقيقه التوأم ستيوارد، الذي ظل متفقًا معه في الرأي لعقود.
ومع ذلك، عندما يصل روجر بيست لدفن الجثث، لا يجد شيئًا. كما اختفت سيارة مافيس الكاديلاك. من هذا، يستنتج كثيرون في روبي أن النساء نجين بطريقة ما وغادرن بالسيارة. لكن لون ترى في ذلك علامة من الله، الذي رفع أجساد خادماته إلى السماء كاملة، كما حدث مع مريم في حادثة الصعود. تواصل البلدة حياتها، مرتاحة لأن غياب الجثث جنّبها تدخل سلطات القانون البيضاء. يروي كل رجل من المشاركين في الهجوم رواية مختلفة عمّا جرى. ولولا شهادة لوثر بوشامب، وبيوس دوبريس، وديد وآرون ساندز، الذين أيّدوا رواية لون، لربما تصرفت البلدة وكأن شيئًا لم يحدث.
مع ذلك، تلاحظ لون أن الجثث قد تكون اختفت، لكن آثار الهجوم لا تزال بادية على البلدة. مينوس يستسلم لإدمان الكحول مجددًا. ديك يشعر باضطراب غير معهود، ويطلب العون الروحي من القس ريتشارد ميسنر. ك. د. وآرنيت يواصلان بناء أسرتهما، ويتطلعان إلى تولي موقع نفوذ في البلدة يمكنهما من خلاله التضييق على منتقدي ك. د. لكن الإحساس الغالب هو أن الصفقة التي أبرمها مؤسسو روبي مع الله قد انكسرت، وأن الموت دخل البلدة أخيرًا: الفصل الأخير من الرواية يدور في جنازة سايف-ماري، إحدى بنات جيف وسويتي فليتوود من ذوي الإعاقة. تظل البلدة منقسمة، لكن ريتشارد ميسنر يقرر البقاء، جزئيًا لأنه يرى أنه يستطيع أن يكون ذا نفع في هذه البلدة المعيبة، التي لا مفر من أن تصل إليها التغييرات وقوى العالم الخارجي.
تُختَتم رواية فردوس بمقاطع عن كلٍّ من نساء الدير. تظهر جيجي، وبالاس، ومافيس، وسينيكا بشكل مفاجئ وغامض لأشخاص من ماضيهن، وكلٌّ من هؤلاء يُبدي شعورًا بالندم والحزن. والد جيجي، الذي نكتشف لأول مرة وجوده ونعلم أنه كان في السجن منذ أن كانت ابنته في الحادية عشرة، يراها قرب بحيرة ويحثّها على البقاء على تواصل معه. والدة بالاس، دي دي، تعتقد أنها لمحت ابنتها حاملةً طفلًا بالقرب من منزلها، لكنها تعجز عن التعبير بشكل مفهوم لجذب انتباهها. سالي ألبرايت، التي عرفناها سابقًا باسم "سال" في فصل "مافيس"، تلمح والدتها في مطعم صغير، وتتبادلان الاعتذار. أما جين، المرأة التي كانت سينيكا تظنها أختها، فتنكشف على أنها والدتها. تعتقد جين أنها رأت سينيكا في موقف سيارات ملعب رياضي، لكن سينيكا لا تتعرف عليها.
أما كونسولاتا (كوني)، فتنتهي بها الرواية وهي تُسند رأسها في حجر امرأة مسنّة من ماضيها تُدعى بيدادي، التي تغني لها بينما تجلسان أمام المحيط، في مكان يُدعى "الفردوس".

### فصل:"روبي"
يفتتح هذا الفصل الرواية بمشهد صادم: مجموعة مكوّنة من تسعة رجال يدخلون مبنى يُعرف باسم "الدير"، والذي أصبح في هذا الوقت مأوى للنساء المعنّفات والهاربات من ماضٍ صعب. منذ اللحظة الأولى، يتضح من سلوك الرجال وكلامهم أنهم يرون في الدير مكانًا مشينًا، فاسدًا، بل وخطرًا على مجتمعهم. تصوّر الرواية هذا الموقف من خلال وجهة نظرهم، مما يمنح القارئ إحساسًا بأن هذا المكان – في أعينهم – ليس سوى مصدر للعار والانحراف. يبرز هذا المعنى في قولهم:
 "في مكان كان يضم في السابق مسيحيين – حسنًا، كاثوليكيين على أي حال – لا يوجد فيه صليب واحد ليسوع."
أثناء اقتحامهم وتفتيشهم للمكان، يكشف السرد بعض التفاصيل عن الرجال أنفسهم: اثنان منهم يرتديان ربطات عنق، وآخران هما أب وابنه، في حين أن اثنين آخرين شقيقان. خلفيتهم التاريخية تعود إلى بلدة "هافن"، التي فرّوا منها بسبب الانهيار الاقتصادي وتزايد الضغط من المدن المجاورة. وقد أسّست عدة عائلات بلدة "روبي"، لكن عائلة مورغان نالت النصيب الأكبر من الفضل بسبب قوتها الاقتصادية ودورها المحوري في تأسيس البلدة.
أثناء رحلتهم التأسيسية، مرّ هؤلاء المؤسسون بعدة بلدات يسكنها السود، لكنهم رُفضوا مرارًا، وهو ما عزّز فيهم شعورًا بالاستثناء والتفوق، كما أسّس لديهم نزعة حادة للحفاظ على نقاء مجتمعهم ورفض كل ما هو "خارجي". هذا التاريخ من الرفض ربما أسهم في تكوّن كراهيتهم العميقة للنساء المقيمات في الدير – نساء يعتبرن من وجهة نظرهم "خارجيات"، لا يخضعن لنظام المجتمع ولا لقيمه الذكورية الصارمة.
يمهّد هذا الفصل للأحداث اللاحقة في الرواية، ويعرض من البداية التوتر الكبير بين مجتمع مغلق، يخشى التغيير والانفتاح، وفضاء بديل تمثّله نساء الدير، حيث يحتضن الاختلاف ويمنح مساحة للتعافي.

### فصل: "مافيس"
مافيس أمّ قتلت توأمها الرضيعين، ميرل وبيرل، اختناقًا عندما تركتهما داخل السيارة بينما دخلت إلى متجر بقالة. تبقى ملابسات الحادثة غير واضحة: هل كانت مجرد حادثة عرضية، أم نتيجة إصابة ما فـي صحتها النفسية؟ زوجها فرانك مدمن كحول وسلوكه عنيف، ما ساهم في تضخيم مخاوف مافيس وتوتراتها حتى بلغت حدّ الهوس. كانت تخشى أن زوجها وأطفالها الثلاثة – سال، فرانكي، وبيلي جيمس – يخططون لقتلها. تنتظر حتى ينام فرانك، ثم تتسلل من المنزل وتسرق سيارته، وهي كاديلاك بلون أخضر فاتح، وتهرب من أسرتها.
تصل مافيس إلى منزل جارتها بيغ في الساعة 5:30 صباحًا، لكن عندما لا يجيب أحد، تدرك أن فكرتها كانت خاطئة وتقرر الابتعاد أكثر. تزود السيارة بالوقود وتواصل القيادة إلى منزل والدتها في باترسون، الذي يبعد خمس ساعات. والدتها تخبرها أن فرانك اتصل بها بالفعل في الخامسة والنصف، لكنها أنكرت معرفتها بمكان مافيس. تخبر مافيس والدتها أنها كانت تخشى أن تقتلها عائلتها، لكن والدتها تظن أن مافيس "مجنونة" لاعتقادها هذا. تمكث مافيس في منزل والدتها لبضعة أيام، ثم تسمع والدتها تقول عبر الهاتف: "من الأفضل أن تأتي إلى هنا فورًا". يصيبها ذلك بالفزع، فتأخذ مفاتيح السيارة التي كانت والدتها قد أخفتها، ومعها بعض الأغراض الضرورية، وتهرب مجددًا.
تتوجه إلى نيوآرك وتقوم بإعادة طلاء سيارة الكاديلاك إلى اللون الأرجواني الغامق لتجنّب تعقبها. تقرر مافيس أنها تريد الذهاب إلى كاليفورنيا، لكنها لا تملك مالًا كافيًا، فتلجأ إلى اصطحاب فتيات مسافرات بالمجان مقابل أن يساعدنها في تغطية التكاليف ويؤنسن وحدتها. أول امرأة كانت تُدعى ساندرا، وكانت ترتدي ستة قلائد تعريف (دوج تاغز) وتُكثر من الكلام. النساء التاليات يسرقن منها مشبكًا حصلت عليه من والدتها، وأخريان أرادتا زيارة مقبرة تكريمًا لجندي. أما الأخيرة، فكانت تُدعى بيني، وكانت تحب الغناء والاستماع إلى الراديو، لكنها سرقت حذاء المطر الخاص بمافيس ومعطفها.
اختفت بيني بينما كانت مافيس في الحمّام خلال محطة استراحة. وعندما عادت لإعادة مفتاح الحمّام، رأت رجلًا تعتقد أنه فرانك يراقب سيارتها. كان شعره قد طال، ويرتدي سترة جلدية وسلاسل وقميصًا مفتوحًا حتى السُّرّة. لمّا نظرت مجددًا، كان قد اختفى. شعرت بالقلق من أنه قد تعرّف على السيارة لأن لوحة ترخيصها لم تتغير بعد. خرجت مافيس إلى السيارة وسددت ثمن الوقود للعامل، لكنها رأت الرجل مجددًا يظهر في المرآة الجانبية اليمنى. أصابها الذعر، فانطلقت بسيارتها دون أن تفكر بالطريق الذي يفترض أن تسلكه.
ضاعت وجهتها ونفد منها الوقود. شربت بعض الكحول الذي تركه فرانك في السيارة، ثم نامت. في صباح اليوم التالي، خرجت من السيارة وقررت أن تسير على قدميها للعثور على مساعدة. بعد مسافة طويلة من المشي، وصلت إلى منزل يقع في أرض زراعية، وهناك التقت بامرأة تُدعى كوني. عاملتها كوني بلطف وقدّمت لها الطعام. جاءت سوان مورغان إلى المنزل وأحضرت نظارات شمسية جديدة لكني. طلبت كوني من سوان مساعدتها في جلب البنزين لمافيس، فأخذت سوان مافيس إلى محطة وقود، حيث تولى شاب أسود إيصالها بسيارته إلى عربتها ومعه البنزين. تحدّث الشاب مع مافيس قائلاً إنه يعتقد أن كوني غريبة الأطوار.
عادت مافيس بسيارتها إلى المنزل، وهناك علمت أن المكان كان في السابق منزل راهبات ومدرسة للبنات من السكان الأصليين. كما التقت بالأم ماري ماغنا، التي بدا وكأن ضوءًا يشعّ منها، وكانت القائدة الروحية للدير. قررت مافيس البقاء في الدير بدلاً من مواصلة رحلتها إلى كاليفورنيا؛ ومع أنها غادرته أحيانًا، فإنها كانت لا تزال فيه سنة 1976.

### فصل "غريس" (Grace)
يبدأ هذا الفصل بوصول غريس، المعروفة باسم "جيجي"، إلى بلدة روبي على متن حافلة، في الوقت نفسه الذي يتشاجر فيه ك. د. وأرنيت. كانت أرنيت حاملًا من ك. د.، وكانت تضيق عليه الخناق بخيارات محدودة، مما دفعه إلى صفعها بعد تعليق لها عن الفتيان الذين شاهدوا جيجي تنزل من الحافلة. هذا الحادث يتفاقم سريعًا ليصبح قضية عامة يُعقد لها اجتماع لمجلس البلدة، يشارك فيه والد أرنيت، وأعمام ك. د.، وعدد من الرجال البارزين في روبي.
نعرف لاحقًا أن جيجي وصلت إلى روبي بعد أن خدعها صديقها القديم، مايكي، وأنها كانت تنوي البقاء فترة قصيرة فقط. يصادف أن يقِلّها رجل يعرض عليها توصيلها إلى محطة القطار، لكنه يتضح لاحقًا أنه سائق سيارة نقل موتى، وكان في طريقه إلى الدير لاصطحاب جثمان "الأم" ماري ماغنا التي توفيت مؤخرًا.
ندرك لاحقًا أن اسم سائق الحافلة هو روجر بيست. تدخل جيجي إلى الدير وتجد طعامًا في المطبخ تبدأ في أكله، إلى أن تدخل كونسولاتا (كوني) وتشرح لها أنها لم تنم منذ 17 يومًا متواصلة بسبب خوفها من أن يكون المكان بلا حراسة. تطلب من جيجي أن تراقبها أثناء نومها على أرضية المطبخ. تشعر جيجي بالشفقة نحوها، فتقرر البقاء وتفوت على نفسها فرصة الركوب مع سائق سيارة الموتى، وتظل تأكل من طعام العزاء حتى تستيقظ كوني.
في هذه الأثناء، لا يستطيع ك. د. التوقف عن التفكير في جيجي، فيتوجه إلى الدير بحثًا عنها، ويأخذها في نزهة. تمضي الأسابيع، وبعد شهر، تعود مافيس إلى الدير، الذي اشتاقت إليه بشدة. أثناء اقترابها من المكان، ترى فتاة عارية – هي جيجي – فتصرخ عليها غاضبة. تخرج كوني لتوضح لمافيس أن "الأم" قد توفيت، وأن جيجي وصلت في اليوم التالي. تعلّق مافيس بحدة، مؤكدة أن جيجي – أو "غريس" – لن تكون أبدًا واحدة منهن.

## الشخصيات

### مقيمات الدير
- كونسولاتا (كوني): أُحضرت إلى الدير في طفولتها على يد الأم الرئيسة ماري ماغنا. بدأت في الإفراط في الشرب بعد وفاة ماري ماغنا. تُعدّ القائدة والرمز الأمومي لنساء الدير، وتمنحهن الإحساس بالحماية والروحانية.
- مافيس: ربة منزل تفرّ من عائلتها بعد أن تسببت في مقتل توأمها ميرل وبيرل خنقًا عن طريق الخطأ. تصل إلى الدير بعد أن تعطلت سيارتها في طريقها إلى كاليفورنيا. تتردد كثيرًا في البقاء؛ إذ تغادر وتعود بشكل متكرر. تعاني من جنون الارتياب (البارانويا)، وتقول ذات مرة إن أبناءها قد "تسمموا فكريًا" من قبل والدهم وإنهم يخططون لقتلها. ترى أحيانًا صورًا لزوجها قد لا تكون حقيقية. كثيرًا ما تتشاجر مع جيجي.
- غريس (جيجي): امرأة جذابة، ذات شخصية قوية، حرة الروح، غادرت حبيبها المسجون مايكي رود. تنجذب إلى ك. د. وتقيم علاقة معه، وتُعد واحدة من أكثر شخصيات الدير تمردًا على القواعد الاجتماعية.
- سينيكا: تُركت في الطفولة وانتقلت بين عدة دور رعاية. شجعَتها والدة حبيبها السجين، إيدي ترتل، على الانفصال عنه. أصبحت شريكة سكن لجيجي. تعاني من إيذاء النفس وتخفي عاداتها السرية، ولديها تقدير منخفض لذاتها، وتسعى دائمًا لإرضاء الآخرين. كانت تتعرض للإساءة من قبل إيدي، الذي كان يصرخ فيها باستمرار ويشعرها بعدم الكفاءة.
- بالاس (ديفاين) ترولاف: فتاة تبلغ من العمر 16 عامًا، تنتمي لعائلة ثرية. هربت مع عشيقها كارلوس، الذي خانها لاحقًا. أحضرتها بيلي دليا إلى الدير. أطلقت عليها جيجي لقب "ديفاين" تيمنًا باسم والدتها.

### سكان بلدة روبي

#### عائلة مورغان
- ديكون "ديك" مورغان: توأم ستيوارد وشقيق روبي مورغان. حفيد أحد مؤسسي بلدة "فردوس" الأصلية، ويمتلك تأثيرًا واسعًا في روبي. يملك ويدير بنك البلدة مع شقيقه، ما يمنحهما سلطة مالية تتحول إلى نفوذ سياسي واجتماعي. متزوج من سوان، وقد فقدا ابنيهما في حرب فيتنام. كان له علاقة سابقة مع كونسولاتا (كوني). يُعد الأهدأ بين الشقيقين، ولكنهما معًا متمسكان بالتقاليد القديمة، ويستخدمان موقعهما المالي للحفاظ على السيطرة وإقصاء الآخرين.
- ستيوارد مورغان: توأم ديك، وشقيق روبي مورغان، وحفيد أحد مؤسسي "فردوس". يشارك شقيقه في ملكية وإدارة بنك روبي. متزوج من دوفي، وكلاهما غير قادر على الإنجاب. يتميز بخطابه المتشدد وله نبرة نارية في حديثه. مثله مثل ديك، يعارض أي تغيير يهدد التقاليد أو "نقاء" المجتمع المحلي.
- دوفي مورغان: زوجة ستيوارد. تعرضت لعدة حالات إجهاض ولم تستطع الإنجاب، وهو ما ألقى بظلاله على زواجها. تقيم علاقة غرامية سرية مع رجل غريب، ما يعكس قلقها الداخلي وانفصالها عن نظام الحياة المحافظ في روبي.
- سوان مورغان: زوجة ديك. فقدت ولديها في الحرب، وذهبت إلى الدير طالبةً إجراء إجهاض لجنينها الثالث. لم تكن تنوي الإجهاض حقًا، بل أرادت أن تُخبر كوني بأنها على علم بعلاقتها مع زوجها. لكنها فقدت الطفل، وتؤمن أن الخسارة كانت عقابًا لها على خديعتها. تنشأ لاحقًا صداقة بينها وبين كوني، ما يوضح إمكانية التصالح والمغفرة بين النساء.
- ك. د. (كنتاكي ديربي) مورغان: ابن روبي مورغان، شاب طائش يُعرف بملاحقته للنساء، وقد أنجب طفلًا من آرنيت فليتوود لكنه لم يتحمّل أي مسؤولية تجاهه. محمي من العقاب بفضل سمعة عائلته، ويُعتبر الوريث الطبيعي لقيادة البلدة. يخضع لحماية عمَّيه ديك وستيوارد، ويستمد مكانته من اسم العائلة أكثر من كفاءته.
- روبي مورغان: أول شخص توفي في البلدة، وسُمّيت البلدة تيمنًا بها. تمثل رمزية خاصة في تاريخ ومخيال أهل روبي، خاصة بالنسبة لعائلة مورغان التي ترتكز على إرثها لتبرير سلطتها.

#### عائلة كاتو / بيست
- روجر بيست: أول رجل من سكان روبي يتزوج من امرأة من خارج المجتمع المحلي. كانت زوجته تبدو بيضاء البشرة، وأنجب منها أطفالًا ببشرة فاتحة، ما تسبب في نظرة سلبية من سكان البلدة تجاه عائلته، نظرًا لتقديسهم لـ"نقاء العرق" واستبعاد كل من يخرج عن هذه القاعدة.
- باتريشيا بيست: ابنة روجر بيست، وأرملة بيلي كاتو. تعمل كمدرّسة، وتقوم ببحث شامل حول تاريخ البلدة، خصوصًا ماضيها المؤسس وعلاقة الأسر بعضها ببعض.
- بيلي دليا كاتو: ابنة باتريشيا وبيلي كاتو. تُعرف بين سكان البلدة بأنها فتاة "سريعة" أو "منفلتة" سلوكيًا بحسب نظرة المجتمع المحافظ. وقعت في حب الأخوين أبولو وبرود بول، وغادرت البلدة بعد شجار عنيف مع والدتها.

#### عائلة فليتوود
- أرنولد "فليت" فليتوود: والد جيفرسون وآرنيت. متزوج من مابل فليتوود. يعيش في ظروف مادية صعبة، حيث ينام على سرير قابل للطيّ في غرفة الطعام، وهو مدين للبنك الذي تديره عائلة مورغان.
- مابل فليتوود: زوجة أرنولد. تقضي جل وقتها في العمل مع سويتي على رعاية أحفادها الأربعة ذوي الاحتياجات الخاصة، ما يعكس حالة من التضحية والصبر المستمر في ظل ظروف صعبة.
- جيفرسون فليتوود: ابن أرنولد ومابل. قاتل في حرب فيتنام، ويُعرف بطبعه المتسلّط. متزوج من سويتي. هدد ك. د. بالسلاح دفاعًا عن شقيقته آرنيت بعد أن أساء معاملتها.
- سويتي فليتوود: زوجة جيفرسون. أنجبت أطفالًا يعانون من إعاقات جسدية وعقلية، وتكرّس حياتها للعناية بهم، مما جعلها في عزلة عن المجتمع وانهيار عاطفي دائم.
- آرنيت فليتوود: شقيقة جيفرسون الصغرى. كانت تخطط للالتحاق بجامعة لانغستون، وبدأت بمغازلة ك. د. في المناسبات المختلفة، إلى أن أصبحت حاملًا منه وهي لا تزال في الخامسة عشرة من عمرها. حاولت الإجهاض، لكنها أنجبت الطفل في الدير ثم تخلّت عنه، وهو ما أثار موجة من الإشاعات والتكهنات في البلدة.

#### عائلة ألبرايت
- فرانك ألبرايت: زوج مافيس، يُلمح إلى أنه عنيف وسلوكه مسيطر ومضطرب، ما ساهم في تصاعد خوف مافيس وعدم استقرارها النفسي.
- سالي ألبرايت (صال): ابنة مافيس، وتعتقد مافيس أنها تنوي قتلها، لأنها تعتقد أن والدتها قتلت التوأم عمدًا. تمثل شخصية مشوشة بالعلاقات الأسرية المعقدة والشك المتبادل.
- فرانك وبيللي ألبرايت: ابنا مافيس. جزء من العائلة التي تعتقد مافيس أنها متواطئة في مؤامرة ضدها.
- ميرل وبيرل: التوأم الرضيعان اللذان توفيا اختناقًا داخل السيارة عندما تركتهما مافيس هناك أثناء ذهابها للتسوق. الحادثة غامضة، إذ لا يُعرف ما إذا كانت ناتجة عن الإهمال أم مرض نفسي.

### شخصيات أخرى
- آنا فلوود: ابنة آيس فلوود. ورثت متجر والدها بعد وفاته. تربطها علاقة عاطفية بالقس الشاب ريتشارد ميزنر. غادرت روبي إلى ديترويت ثم عادت، وتمثل عنصرًا نسائيًا مستقلًا وصوتًا حداثيًا في البلدة.
- ريتشارد ميزنر: قس شاب وحديث العهد في روبي. مهتم بقضايا الحقوق المدنية، ويدعو إلى الانفتاح والتغيير، ما يجعله في صراع دائم مع النخبة التقليدية في البلدة. له علاقة بآنا فلوود.
- سينيور بوليام: قس مسنّ تقليدي، لا يثق بريتشارد ميزنر ويعارض منهجه الحداثي، مما يعكس الصراع بين الأجيال.
- لون دوبريس: قابلة وابنة بالتبني لفيري دوبريس. أصبحت منبوذة في البلدة بعد اتهامها بالتسبب في إعاقات أطفال سويتي فليتوود. يقال إنها علمت كوني بعض تعاليم السحر، ما جعلها أكثر عزلة وخوفًا من المجتمع.
- نورما كين فوكس: امرأة ثرية تستغل سينيكا جنسيًا لأغراض الإذلال أثناء غياب زوجها، في علاقة غير متكافئة تُظهر استغلال السلطة والطبقة.
- ديفيد: سائق ليموزين لدى نورما كين فوكس، يعمل أيضًا على "اصطياد" الفتيات وإحضارهن لها، متواطئ في الاستغلال الجنسي.
- إيدي ترتل: الحبيب السابق لسينيكا، وهو حاليًا في السجن. كان عنيفًا نفسيًا وجسديًا، ما ساهم في تدني احترامها لذاتها وميلها لإيذاء النفس.

## روابط خارجية
- فردوس على موقع الموسوعة البريطانية (الإنجليزية)